# Слоун Стивънс
Слоун Стивънс (на английски: Sloane Stephens) е американска тенисистка, родена на 20 март 1993 г. Най-високото ѝ класиране в ранглистата за жени на WTA e 3-то място, постигнато на 16 юли 2018 г. В турнирите от Шлема е достигала полуфинал на Аустрелиън Оупън 2013, четвъртфинал на Уимбълдън 2013, осминафинал на Ролан Гарос 2012, Ролан Гарос 2013, Ролан Гарос 2014 и Ю Ес Оупън 2013.